# Жабрица однолетняя
Жа́брица одноле́тняя (лат. Sēseli ānnuum) — вид двудольных растений рода Жабрица (Seseli) семейства Зонтичные (Apiaceae).

## Ботаническое описание
Жабрица однолетняя — однолетнее и двулетнее травянистое растение. Высота от 10 до 60 см. Корневище короткое ползучее, обладающие сильным запахом. Стебель ребристый, мягкоопушенный. Листья трижды перисто-рассечённые, серо-зелёные, с влагалищными черешками. Цветки собраны в зонтичные соцветия. Белые либо розоватые. Плоды — семянки с острыми рёбрышками. Цветёт с середины июля до середины сентября.

## Распространение и среда обитания
Европейский вид. Светолюбивое растение, требовательное к плодородию почвы. Чаще всего встречается в травянистых сообществах вторичных степей вместе с овсяницей и костером, по опушкам теплолюбивых дубрав.